# Estació de Valls
Valls és una estació de ferrocarril propietat d'adif situada a la població de Valls a la comarca de l'Alt Camp. L'estació es troba a la línia Barcelona-Vilanova-Valls i hi tenen parada trens de la línia R13 dels serveis regionals de Rodalies de Catalunya, operat per Renfe Operadora. L'any 2016 va registrar l'entrada de 28.000 passatgers.

## Edifici de l'estació
L'edifici de l'estació està protegit com a Bé Cultural d'Interès Local. És un edifici de planta baixa i un pis amb estructura simètrica formada per tres cossos sobresortints i dos panys que els uneixen. El cos central és un pis més elevat. El pisos estan separats per amples impostes en forma de frontó. Hi ha a la façana de la plaça de l'estació tres portes d'entrada d'arc de mig punt, a les quals s'accedeix per cinc graons. Les finestres són totes d'arc rebaixat i les dels cossos sobresortints del primer pis estan remarcades amb motllures que formen cornisa. Els coronaments del cos central i dels extrems són elevats i decorats amb palmetes. La part que dona a les vies és d'estructura similar, però amb una superfície plana, i les obertures de la planta baixa són d'arc de mig punt. Una marquesina de ferro corre al llarg d'aquesta façana. L'obra està arrebossada i pintada.

## Història
L'arribada del ferrocarril a Valls es degué al diputat a Corts vilanoví Francesc Gumà i Ferran, promotor de la línia Valls-Vilanova-Barcelona. El projecte comprenia, a més de l'edifici de l'estació, un ample passeig que la uniria amb el nucli urbà. La Línia va ser inaugurada el 31 de gener de l'any 1883, quan va entrar en servei el tram construït per la Companyia dels Ferrocarrils de Valls a Vilanova i Barcelona (VVB) entre Calafell i Valls, un any més tard que l'obertura de la línia entre Vilanova i la Geltrú i Calafell.
Antigament l'estació havia tingut certa importància, ja que hi paraven diversos trens de Llarga Distància entre els quals hi havia l'Altaria Triana i el Talgo Covadonga, entre d'altres. Però amb l'obertura de la LAV Madrid-Barcelona, de mica en mica van passar a circular per la LAV, l'últim va ser el Talgo Covadonga que va passar a circular per la LAV el 15 de setembre de 2008, últim dia que va circular un tren de llarg recorregut per Valls.
| Serveis regionals de Rodalies de Catalunya |                        |       |                       |                                                                                 |
| Procedència/Destinació                     | <                      | Línia | >                     | Procedència/Destinació                                                          |
| La Plana - Picamoixons Lleida Pirineus     | La Plana - Picamoixons |       | Nulles-Bràfim Salomó¹ | Sant Vicenç de Calders Barcelona-Estació de França Barcelona-Sant Andreu Comtal |

1. Alguns regionals no efectuen parada ni a Nulles-Bràfim ni a Vilabella, sent la següent o anterior Salomó.